# Circondario di Lichtenfels
Il circondario di Lichtenfels è uno dei circondario del nord della Baviera.
Il capoluogo, Lichtenfels, è gemellato con il comune italiano di Ariccia.

## Città e comuni
(Abitanti il 31 dicembre 2023)
| Comuni del circondario | Città 1. Bad Staffelstein (10 651) 2. Burgkunstadt (6 459) 3. Lichtenfels (20 403) 4. Weismain (4 803) Comuni 1. Altenkunstadt (5 602) 2. Ebensfeld (5 613) 3. Hochstadt a.Main (1 625) 4. Marktgraitz (1 184) 5. Michelau i.OFr. (1 631) 6. Marktzeuln (6 168) 7. Redwitz a.d.Rodach (3 416) |